# 27 mai dans les chemins de fer
27 avril 27 juin
Chronologies thématiques
- Croisades
- Sports
- Disney

Cette page concerne les événements qui se sont déroulés un 27 mai dans les chemins de fer.

## Événements

### XIXesiècle
- 1855. France : ouverture de la section Pessac (Bordeaux Ségur)-Bordeaux du chemin de fer de Bordeaux à Bayonne (compagnie du Midi)
- 1859. Chili : le gouvernement, présidé par Manuel Montt nationalise toutes les lignes de chemins de fer qui sont rassemblées dans les Ferrocarriles del Estado

### XXesiècle
- 1920. France : la station Alma de la ligne 1 est renommée George V.
- 1923. France : ouverture de la section Trocadéro - Saint-Augustin de la ligne 9 du métro de Paris.